# Erdődy-kastély (Vasvörösvár)
Az Erdődy-kastély Vasvörösváron, Burgenland (Ausztria) területén található.
Gróf Erdődy István kastélya megtervezésére Weber Antalt, a korszak híres, Ybl Miklós mellett talán legtekintélyesebb építészét kérte meg. 1862-re készült el a kastély.
Thaly Kálmán itt akadt rá az addig a széles szakmai közönség előtt lappangó Rákóczi levéltárra. 1924-ben a kastély a gyűjteményeivel együtt kiégett.

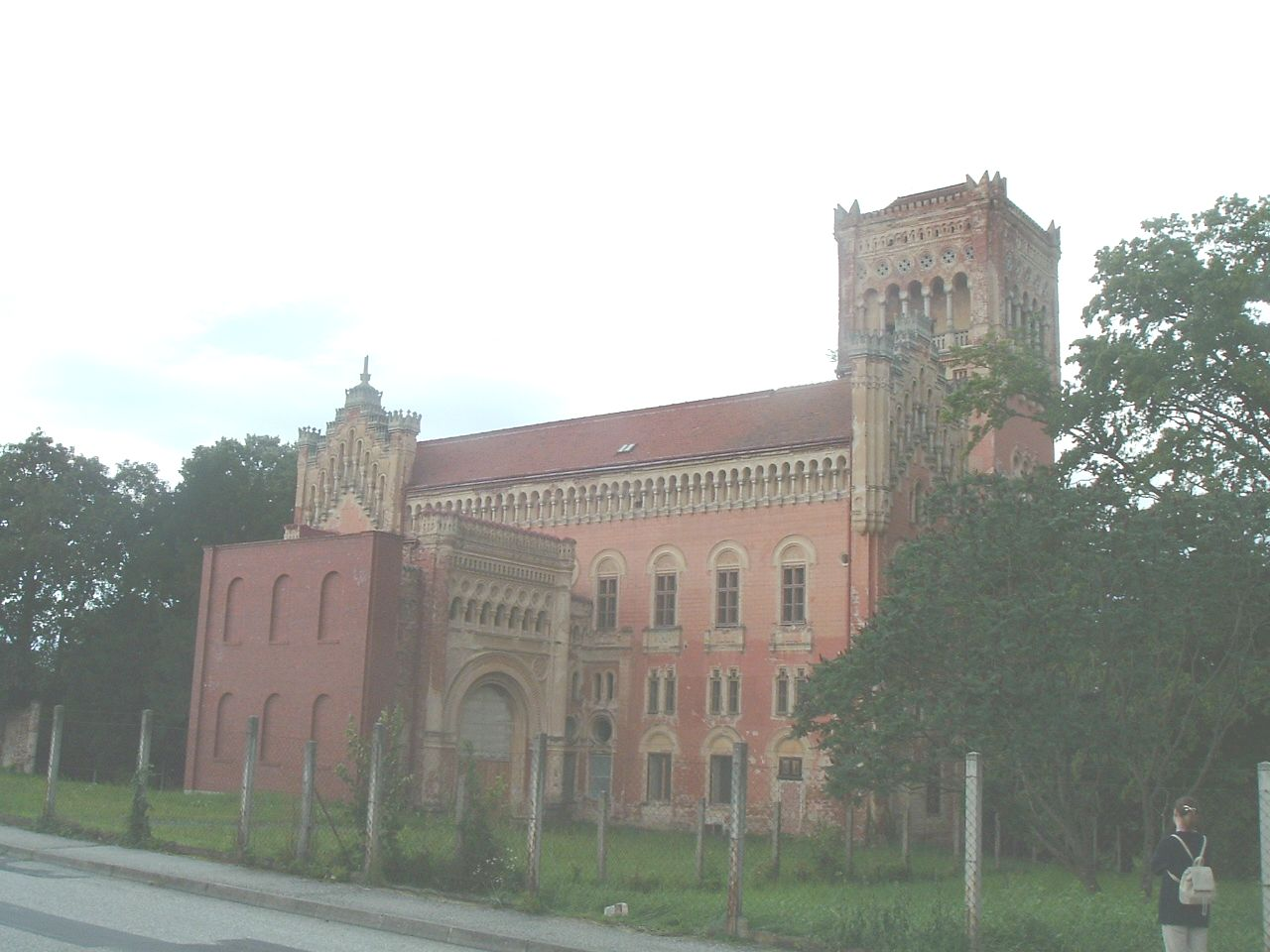

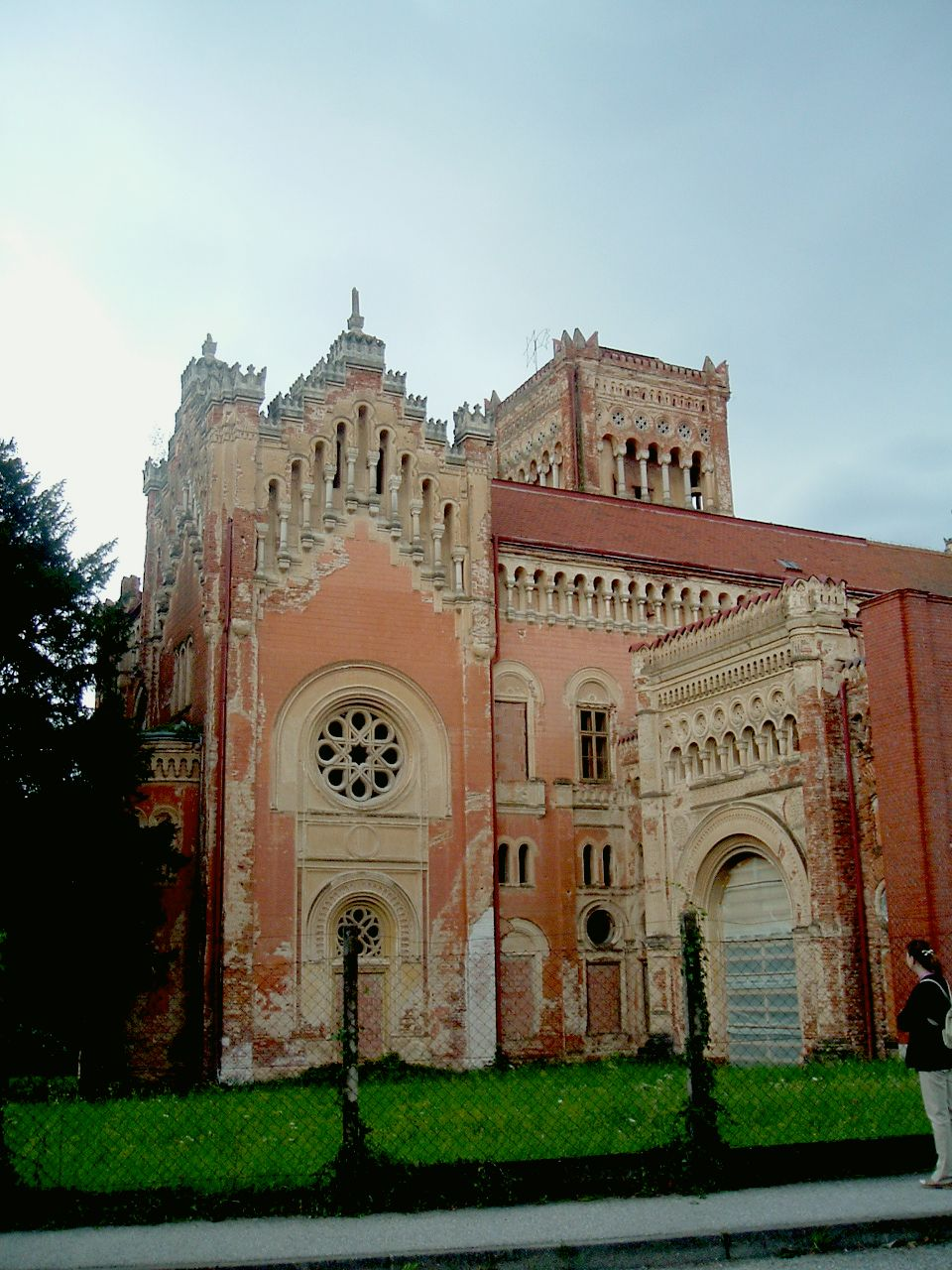